# Rolling Papers
Rolling Papers é o terceiro álbum de estúdio do rapper norte-americano Wiz Khalifa, lançado 29 de março de 2011, pela Atlantic Records, e Rostrum Records.
Rolling Papers vendeu 197 mil cópias na primeira semana de vendas chegando ao numero 2 na Billboard 200. Foi certificado de ouro pela RIAA após vender 500 mil cópias.

## Antecedentes
Após o lançamento de seu segundo álbum independente, Deal or No Deal , Khalifa lançou seu mixtape Kush & Orange Juice , que imediatamente se tornou amplamente elogiado como um dos melhores mixtapes de hip hop de 2010. [ 4 ] [ 5 ] Após o mixtape, Khalifa ganhou da MTV o premio de "Hottest Breakthrough Artist Hip Hop de 2010".
Após isso Khalifa assinou contrato com a gravadora Atlantic Records e começou a trabalhar em seu primeiro álbum pela gravadora. Seu primeiro single Black and Yellow foi um sucesso comercial chegando ao numero 1 da Billboard Hot 100.

### Singles
O álbum foi precedido pelo lançamento da canção Black and Yellow. que foi numero 1 da Billboard hot 100. Foi lançado em 14 de setembro de 2010, como o primeiro single do álbum, e em 2013 ultrapassssou a marca expressiva de 150 milhões de visualizações no YouTube .
A canção foi escrita por Wiz Khalifa e Stargate, e foi produzido por Stargate. A canção alcançou a posição # 1 na Billboard Hot 100, tornando-se o primeiro número um de Wiz Khalifa nos Estados Unidos.
"Roll Up"foi lançado como o segundo single do álbum em 03 de fevereiro de 2011. A musica  atingiu o número 13 na Billboard Hot 100.
"No Sleep" foi lançado como o terceiro single promocional do álbum em 22 de março de 2011. Tornou-se um dos melhores lançamentos em desempenho do álbum, já que estreou no número 6 sobre os EUA Billboard Hot 100.

## Recepção e crítica

### Crítica
| Críticas profissionais | Críticas profissionais |
| Avaliações da crítica  | Avaliações da crítica  |
| Fonte                  | Avaliação              |
| ---------------------- | ---------------------- |
| Allmusic               | [ 3 ]                  |
| XXL                    | (XL)                   |
| Rolling Stone          | [ 4 ]                  |

Rolling Papers recebeu críticas mistas dos críticos de música . No Metacritic , que atribui uma  classificação de 100 a opiniões de críticos convencionais, o álbum recebeu uma média de pontuação de 59, baseado em 24 avaliações. Brandon Soderberg de rotação escreveu que "abraça a abordagem de uma nota de obstinadamente as inúmeras mixtapes que construiu seu album ". Slant  Matthew Cole declarou que as letras de Khalifa como "chato" e afirmou que "ele parece regredir à canção ao cantar rap que as demandas de música". Jesse Serwer do The Village Voice criticou as faixas com "bate ainda mais pop do que 'Black & Yellow", acrescentando que "Wiz tem crescido  como um fazedor de refrões mais hábil do que rapper"

## Faixas
- 1.	"When I'm Gone"
- 2.	"On My Level" (featuring Too $hort)
- 3.	"Black and Yellow"
- 4.	"Roll Up"
- 5.	"Hopes and Dreams"
- 6.	"Wake Up"
- 7.	"The Race"
- 8.	"Star of the Show" (featuring Chevy Woods)
- 9.	"No Sleep"
- 10.	"Get Your Shit"
- 11.	"Top Floor"
- 12.	"Fly Solo"
- 13.	"Rooftops" (featuring Curren$y)
- 14.	"Cameras"